# 주빌리 (마블 코믹스)

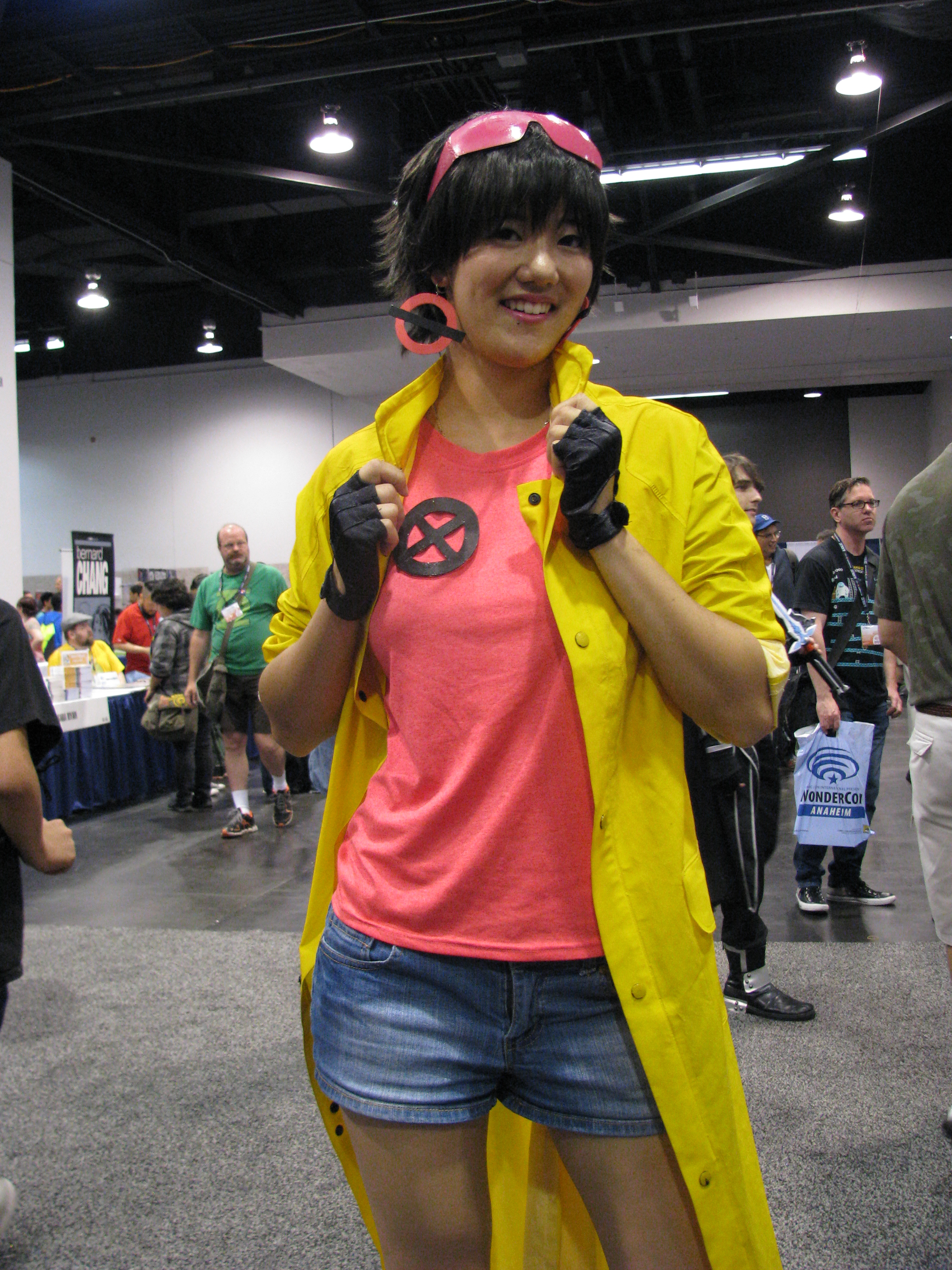

주빌리(영어: Jubilee)는 마블 코믹스의 슈퍼히어로 캐릭터이다. 본명은 주빌레이션 리(Jubilation Lee)인 중국계 미국인 캐릭터로, 엑스맨의 일원으로서 미약한 불꽃 에너지를 방출한다. 1989년 5월 《언캐니 엑스맨》 244호에 처음 등장했고, 크리스 클레어몬트와 마크 실베스트리가 공동 창작하였다.

## 담당 배우

### 영화
- 엑스맨(2000) - 커트리나 플로어스
  - 엑스맨 2(2002), 엑스맨: 최후의 전쟁(2006) - 키 웡
  - 엑스맨: 아포칼립스(2016) - 라나 콘도어

## 담당 성우

### TV 애니메이션
- 엑스맨(1992) - 앨리슨 코트
- 엑스맨: 에볼루션(2001) - 키아라 재니

### 비디오 게임
- 엑스맨: 레전드(2014) - 대니카 매켈러